# SN 2008iz
SN 2008iz – supernowa typu II odkryta 24 marca 2008 roku w galaktyce NGC 3034. Jej jasność pozostaje nieznana.